# スヴェトルイ
座標: 北緯54度40分39秒 東経20度7分54秒 / 北緯54.67750度 東経20.13167度

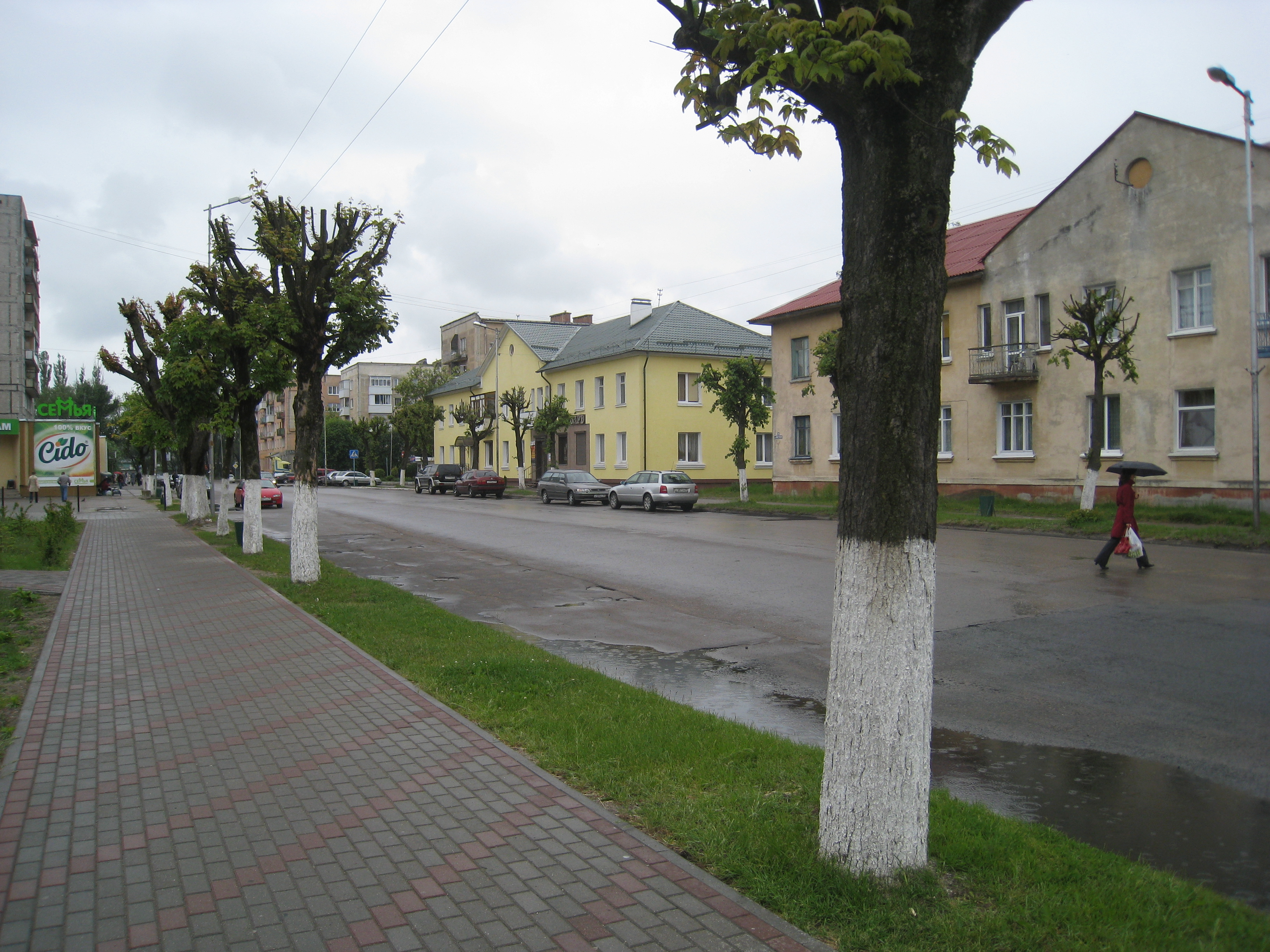

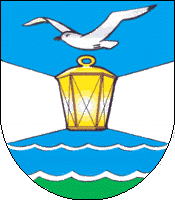
スヴェトルイの市章

スヴェトルイ（スヴェートルイ、ロシア語: Све́тлый、ラテン文字表記の例: Svetly）は、ロシア西部飛び地のカリーニングラード州西部にある町。人口は2万1114人（2021年）。
1945年以前はドイツ領東プロイセンに属し、ドイツ語でツィマーブーデ（Zimmerbude, リトアニア語: Cimerbūdė, ポーランド語: Buda）といった。サンビア半島の南岸の、ヴィストゥラ潟（ヴィスワ潟、ヴィストゥラ湾）に面した町で、州都カリーニングラードの30キロメートル西にある。カリーニングラードからヴィストゥラ潟を経てバルチースク（ピラウ）でバルト海に出る運河の途中にあたる。

## 歴史
1640年にツィマーブーデという名の漁村として成立した。19世紀末から20世紀にかけてケーニヒスベルクからピラウへの運河が建設され、鉄道も通じたことで漁業の町として発展し始めた。
東プロイセンの北部がソビエト連邦に併合された後の1946年、現在の名称であるスヴェトルイ（「明るい町」）へと変更された。1955年に市となっている。戦前の1933年に921人だった人口は、1959年に6,700人、1979年に17,000人と増加した。

## 経済
主な産業は、漁業および水産物の加工などである。スヴェトルイの港は漁港として重要であるだけではなく、ルクオイルグループの石油積替え港にもなっている。

## 姉妹都市
- ケントシン、ポーランド
- Nowy Dwór Gdański、ポーランド
- シフィノウイシチェ、ポーランド
- リダ、ベラルーシ
- Karlshamn、スウェーデン